# Passerelle Guido Vanderhulst
La passerelle Guido Vanderhulst (en néerlandais : Guido Vanderhulstbrug), anciennement passerelle Gosselies (Gosseliesbrug), est une passerelle piétonne située dans le quartier Heyvaert de la commune bruxelloise de Molenbeek-Saint-Jean. La passerelle traverse le canal Charleroi-Bruxelles, relie le quai de Mariemont au quai de l'Industrie et constitue le prolongement de la rue de la Princesse et de la rue de Gosselies.

## Histoire
Construite au cours de la Seconde Guerre mondiale dans le but de créer un accès entre le centre de la ville et la zone industrielle de Molenbeek-Saint-Jean, la passerelle Gosselies constitue l'une des premières applications de la technique du béton précontraint à Bruxelles et en Belgique,.
En 2019, elle est remplacée par une passerelle en métal variable en hauteur permettant le passage des piétons et cyclistes. Elle est renommée en septembre 2022 en hommage à Guido Vanderhulst, fervent défenseur du patrimoine industriel et social bruxellois.